# Formació d'Isalo III
La Formació geològica Isalo III (en anglès: Isalo III Formation) és una formació geològica que es troba a Madagascar. Data des del subperíode Bathonià del Juràssic mitjà, en l'era del Mesozoic.

## Fauna de vertebrats
| Superfamília: - Allosauroidea 1. Possibles restes d'un al·losàurid indeterminat. | 1. Geogràficament localitzat a Faritany Majunga, Madagascar. | |
| Gènere: - Lapparentosaurus 1. L. madagascariensis                                | 1. Geogràficament localitzat a Faritany Majunga, Madagascar. | "Més de quatre esquelets parcials sense crani ni dents."                                            |
| Infraordre: - Sauropoda 1. Indeterminate remains.                                | 1. Geogràficament localitzat a Faritany Majunga, Madagascar. | 1. "(=Bothriospondylus madagascariensis)" "Vèrtebres aïllades, membre de com a mínim 10 individus." |